# Adam Huber
Adam Huber (ur. 8 maja 1987 w Hollidaysburg) – amerykański aktor telewizyjny i filmowy, model.

## Życiorys

### Wczesne lata
Urodził się i wychował się w Hollidaysburg w Pensylwanii. Po ukończeniu szkoły średniej Hollidaysburg Area High School w 2006 r., podjął studia na wydziale biznesu na Uniwersytecie Stanu Pensylwania, gdzie, po występie w sztuce, odkrył swoją pasję do aktorstwa. 

### Kariera
W 2009 przeprowadził się do Nowego Jorku, gdzie rozpoczął karierę jako model. Pojawił się w magazynie „Men Moments” i „Men’s Journal”. Był reprezentowany przez agencje mody, takie jak MSA Models, Boutique i ADAM Models w Nowym Jorku.
W 2014 przeniósł się do Los Angeles i wystąpił w serialu Jess i chłopaki u boku Zooey Deschanel. W 2019 zdobył nominację do Teen Choice Awards w kategorii „ulubiony aktor w serialu dramatycznym” za rolę Liama Ridleya w operze mydlanej stacji The CW – Dynastia.

## Filmografia

### Filmy
- 2015: Head Space (film krótkometrażowy) jako dostawca pizzy
- 2016: Rose-Colored jako Ben
- 2016: Do You Take This Man jako Brunch Waiter
- 2018: Krew, pot i... kłamstwa (Blood, Sweat, and Lies, TV) jako Trey
- 2018: Pozycja obowiązkowa jako barman
- 2018: The Boarder (TV) jako Ryan
- 2018: Breaking & Exiting jako Chris
- 2018: Nanny Surveillance (TV) jako Scott
- 2019: Better Days jako Matt
- 2019: First Love jako Robert

### Seriale TV
- 2012: Unforgettable: Zapisane w pamięci jako chłopiec bractwa
- 2014: Jess i chłopaki jako Geoff
- 2015: Inna jako zawodnik z college’u
- 2016: Królestwo zwierząt jako Dave
- 2016: Dobre miejsce jako Kirk
- 2017: Poradnik zakręconego gracza jako kowboj Cody
- 2018-2022: Dynastia jako Liam Ridley